# لست چنس (کلرادو)
لست چنس (به انگلیسی: Last Chance) یک منطقهٔ مسکونی در ایالات متحده آمریکا است که در شهرستان واشینگتن، کلرادو واقع شده‌است. لست چنس ۲۳ نفر جمعیت دارد و ۱٬۴۶۹ متر بالاتر از سطح دریا واقع شده‌است.